# Team Jayco AlUla
Team Jayco AlUla (UCI Team Code: JAY) is een Australische wielerploeg die sinds 2012 bestaat. De ploeg maakte direct deel uit van de UCI World Tour.

## Geschiedenis
Vanaf augustus 2011 werden diverse renners gecontracteerd, namelijk de jonge Australiërs Jack Bobridge, Luke Durbridge, Cameron Meyer en Travis Meyer, en ook de routiniers Allan Davis, Simon Gerrans, Robbie McEwen en Stuart O'Grady werden vastgelegd, evenals de Nederlanders Sebastian Langeveld, Jens Mouris en Pieter Weening, en de Eritreeër Daniel Teklehaimanot.
De ploeg die als GreenEDGE Cycling van start ging had ook interesse in ronderenner Richie Porte en de ervaren Karsten Kroon, maar die tekenden uiteindelijk bij respectievelijk Sky ProCycling en Saxo Bank-Sungard.
Op 1 mei 2012 werd Orica, een Australisch bedrijf dat zich wereldwijd bezighoudt met activiteiten en producten in verband met chemie en mijnbouw, gepresenteerd als hoofdsponsor. Vanaf 1 januari 2017 ging de ploeg verder als Orica-Scott. Per 1 januari 2018 nam het wijnbedrijf Mitchelton de plaats van Orica over en ging het team verder onder de naam Mitchelton-Scott. Op 1 januari 2021 werd bekendgemaakt dat BikeExchange hoofdsponsor werd en de teamnaam in 2021 Team BikeExchange zou zijn. In 2023 verandert de naam vervolgens in Team Jayco AlUla.

## Palmares

### Grote rondes
| Jaar | Ronde van Italië                   | Ronde van Italië                                             | Ronde van Frankrijk        | Ronde van Frankrijk                                      | Ronde van Spanje                | Ronde van Spanje                                          |
| Jaar | hoogste klassering                 | etappewinst                                                  | hoogste klassering         | etappewinst                                              | hoogste klassering              | etappewinst                                               |
| ---- | ---------------------------------- | ------------------------------------------------------------ | -------------------------- | -------------------------------------------------------- | ------------------------------- | --------------------------------------------------------- |
| 2012 | 121e Fumiyuki Beppu                | 3e Matthew Goss                                              | 72e Pieter Weening         |                                                          | 77e Simon Clarke                | 4e Simon Clarke                                           |
| 2013 | 38e Pieter Weening                 |                                                              | 68e Simon Clarke           | 3e Simon Gerrans 4e Ploegentijdrit                       | 69e Simon Clarke                | 5e en 21e Michael Matthews                                |
| 2014 | 154e Michael Hepburn               | 1e Ploegentijdrit 6e Michael Matthews 9e Pieter Weening      | 70e Michael Albasini       |                                                          | 41e Esteban Chaves              | 3e Michael Matthews                                       |
| 2015 | 55e Esteban Chaves                 | 1e Ploegentijdrit 3e Michael Matthews                        | 50e Adam Yates             |                                                          | 5e Esteban Chaves               | 2e en 6e Esteban Chaves 5e Caleb Ewan                     |
| 2016 | Esteban Chaves                     | 14e Esteban Chaves                                           | 4e Adam Yates Adam Yates   | 10e Michael Matthews                                     | Esteban Chaves · 6e Simon Yates | 6e Simon Yates 12e Jens Keukeleire 18e en 21e Magnus Cort |
| 2017 | 9e Adam Yates                      | 7e Caleb Ewan                                                | 7e Simon Yates Simon Yates |                                                          | 11e Esteban Chaves              |                                                           |
| 2018 | 17e Mikel Nieve                    | 6e Esteban Chaves 9e, 11e en 15e Simon Yates 20e Mikel Nieve | 23e Mikel Nieve            |                                                          | ↑ Simon Yates Simon Yates       | 14e Simon Yates                                           |
| 2019 | 8e Simon Yates                     | 19e Esteban Chaves                                           | 29e Adam Yates             | 9e Daryl Impey 12e en 15e Simon Yates 17e Matteo Trentin | 10e Mikel Nieve                 |                                                           |
| 2020 | als ploeg afgestapt vanwege corona | als ploeg afgestapt vanwege corona                           | 9e Adam Yates              |                                                          | 13e Mikel Nieve                 |                                                           |
| 2021 | ↑ Simon Yates                      |                                                              | 13e Esteban Chaves         |                                                          | 31e Mikel Nieve                 |                                                           |
| 2022 | 13e Lucas Hamilton                 | 2e en 14e Simon Yates 21e Matteo Sobrero                     | 23e Nick Schultz           | 3e Dylan Groenewegen 14e Michael Matthews                | 55e Lawson Craddock             | 11e Kaden Groves                                          |
| 2023 | 7e Eddie Dunbar                    | 3e Michael Matthews 18e Filippo Zana                         | 4e Simon Yates             |                                                          | 70e Felix Engelhardt            |                                                           |
| 2024 | 11e Filippo Zana                   |                                                              | 12e Simon Yates            | 6e Dylan Groenewegen                                     | 11e Eddie Dunbar                | 11e en 20e Eddie Dunbar                                   |
| 2025 | 23e Chris Harper                   | 8e Luke Plapp 20e Chris Harper                               | 11e Ben O'Connor           | 18e Ben O'Connor                                         |                                 |                                                           |

### Kleine Rondes
Tour Down Under: Simon Gerrans (2012, 2016)
Ronde van Catalonië: Michael Albasini (2012)
Ronde van Polen: Pieter Weening (2013)

### Eendagskoersen
Milaan-San Remo: Simon Gerrans (2012)
Luik-Bastenaken-Luik: Simon Gerrans (2014)
Parijs-Roubaix: Matthew Hayman (2016)

### Nationale kampioenschappen
Australisch kampioenschap wegwedstrijd: Simon Gerrans (2012, 2014), Luke Durbridge (2013), Alexander Edmondson (2018), Cameron Meyer (2020, 2021)
 Australisch kampioenschap tijdrit: Luke Durbridge (2012, 2013, 2019), Michael Hepburn (2014)
 Canadees kampioenschap tijdrit: Svein Tuft (2012)
 Canadees kampioenschap wegwedstrijd: Svein Tuft (2014)
 Litouws kampioenschap wegwedstrijd: Tomas Vaitkus (2013)
 Zuid-Afrikaans kampioenschap tijdrit: Daryl Impey (2013, 2015, 2016)
Mannen: 2012 · 2013 · 2014 · 2015 · 2016 · 2017 · 2018 · 2019 · 2020 · 2021 · 2022 · 2023 · 2024  · 2025
Vrouwen: 2012 · 2013 · 2014 · 2015 · 2016 · 2017 · 2018 · 2019 · 2020 · 2021 · 2022 · 2023 · 2024 · 2025
Alpecin-Deceuninck · Arkéa-B&B Hotels · Bahrain-Victorious · Cofidis · Decathlon AG2R La Mondiale Team · EF Education-EasyPost · Groupama-FDJ · INEOS Grenadiers · Intermarché-Wanty · Lidl-Trek · Movistar Team · Red Bull-BORA-hansgrohe · Soudal Quick-Step · Jayco AlUla · Picnic PostNL · UAE Team Emirates-XRG · Visma-Lease a Bike · XDS Astana Team
Zie ook: UCI World Tour 2025 · Continental Circuits
Balmer · Bauer · Bewley · Colleoni · Craddock · Durbridge · Edmondson · Grmay · Groenewegen · Groves · Hamilton · Hepburn · Howson · Jansen · Juul-Jensen · Kangert · Konysjev  · Maas · Matthews · Meyer · Mezgec · O'Brien · Peña · Reinders (vanaf 23/8) · Schultz · Scotson · Smith · Sobrero · Stewart · Yates · Bogusławski (stagiair) · De Pretto (stagiair) · Foldager (stagiair)
Balmer · Berhe · Colleoni · Craddock · De Marchi · Dunbar · Durbridge · Engelhardt · Grmay · Groenewegen · Hamilton · Harper · Hepburn · Jansen · Juul-Jensen · Maas · Matthews · Mezgec · O'Brien · Peña · Porter · Pöstlberger · Quick · Reinders · Scotson · Sobrero · Stewart · Štybar · Yates · Zana · Jørgensen (stagiair) · McKenzie (stagiair)
Berhe · Craddock · De Marchi · De Pretto · Dunbar · Durbridge · Engelhardt · Ewan · Foldager · Groenewegen · Hamilton · Harper · Hepburn · Jansen · Juul-Jensen · Maas · Matthews · Mezgec · O'Brien · Peña · Plapp · Porter · Quick · Reinders · Schmid · Scotson · Stewart · Walscheid · Yates · Zana